# Haile Gebrselassie
Haile Gebrselassie (Aselle, 18 aprile 1973) è un ex mezzofondista e maratoneta etiope, campione olimpico dei 10000 metri piani ad Atlanta 1996 e Sydney 2000.
In carriera ha stabilito 26 record mondiali e vinto 4 campionati mondiali, oltre ai già citati 2 ori olimpici. È attualmente primatista mondiale dei 20000 m piani e primatista africano del record dell'ora, stabilito nel 2007 ad Ostrava (Repubblica Ceca). È considerato uno dei più grandi mezzofondisti e fondisti della storia.

## Biografia

### Dal 1992 al 1997
Gebrselassie si fece notare in campo internazionale nel 1992 quando vinse l'oro nei 5000 m e nei 10000 m ai Mondiali juniores di Seul e l'argento ai Mondiali di corsa campestre, nella gara riservata alla categoria juniores.
L'anno seguente Gebrselassie vinse il primo dei suoi quattro ori mondiali nei 10000 m. Ai Mondiali di Stoccarda 1993 corse anche i 5000 m piazzandosi secondo dietro al keniota Ismael Kirui.
Nel 1994 vinse un bronzo ai Mondiali di cross. Sempre nel corso dello stesso anno stabilì il suo primo record mondiale correndo i 5000 m in 12'56"96 e migliorando di due secondi il precedente primato di Saïd Aouita.
L'anno successivo Gebrselassie corse i 10000 m in 26'43"53 ad Hengelo (Paesi Bassi) abbassando il record mondiale di 9 secondi. Quella stessa estate a Zurigo (Svizzera) corse i 5000 m in 12'44"39, migliorando di 10"91 il precedente primato, stabilito da Moses Kiptanui pochi mesi prima. Questo record fu premiato con il titolo di performance dell'anno dalla rivista Track and Field News.
Con questa prestazione Gebrselassie mise apparentemente il record dei 5000 m fuori dalla portata di altri atleti, ma l'anno successivo Daniel Komen dimostrò il contrario. Sempre a Zurigo, un esausto Gebrselassie, sofferente per una vescica rimediata nel duro tracciato di Atlanta (dove vinse l'oro olimpico nei 10000 m nel 1996), non riuscì a rispondere al giro di 58 secondi segnato da Daniel Komen che a 5 giri dalla fine prese il largo ma che non riuscì a battere il record di poco, finendo in 12'45"09.
Nel 1997, Gebrselassie si prese la rivincita nello stesso meeting. Fresco del suo terzo oro mondiale nei 10000 m, batté Komen il 13 agosto coprendo i 200 metri finali in 26,8 secondi, abbattendo il suo precedente record (con il tempo di 12'41"86). Komen però riuscì a conquistare il tanto desiderato record appena nove giorni dopo fermando il cronometro a 12'39"74.

### Dal 1998 al 2004
L'anno successivo, il 1998, vide Gebrselassie abbassare i record mondiali indoor dei 2000 m e 3000 m piani e riprendersi i record outdoor dei 5000 m e 10000 m piani, guadagnando un ingente jackpot per aver vinto tutte le gare della Golden League cui aveva preso parte in quell'estate. Nel giugno 1998 stabilì il nuovo record mondiale nei 10000 m con 26'22"75, abbattendo il precedente di Paul Tergat.
Appena 13 giorni dopo migliorò il record dei 5000 m, appartenente a Komen, ad Helsinki (Finlandia). L'apripista croato Branko Zorko prese il ritmo troppo lentamente, correndo 1000 metri in 2'33"91 e cedendo dopo un miglio. Million Wolde e Assefa Mexgebu portarono Gebrselassie a percorrere i primi 2000 metri in 5'05"62. I suoi apripista però non potevano mantenere quel ritmo e Gebrselassie fu costretto a percorrere gli ultimi 6 giri da solo. Dopo 3000 metri aveva un tempo di 7'38"93, tanto che i commentatori inglesi annunciarono che era impossibile che potesse insidiare il record. A 4 giri dalla fine (8'40"00) Gebrselassie aveva bisogno di percorrere l'ultimo miglio in meno di 4 minuti per battere il record mondiale. Nel giro finale, seppur dolorante, Gebrselassie decollò, percorrendo 400 metri in 56"77 secondi e segnando il nuovo primato mondiale (12'39"36).
Nel 1999 Gebrselassie interpretò se stesso nel film Endurance, lungometraggio che racconta la sua vittoria nei 10000 m ai Giochi olimpici di Atlanta. In pista, invece, fece doppietta 1500/3000 metri ai Mondiali indoor, difese il suo titolo mondiale nei 10000 m e rimase imbattuto in tutte le gare cui prese parte (corse su distanze da 1500 m a 10000 m).

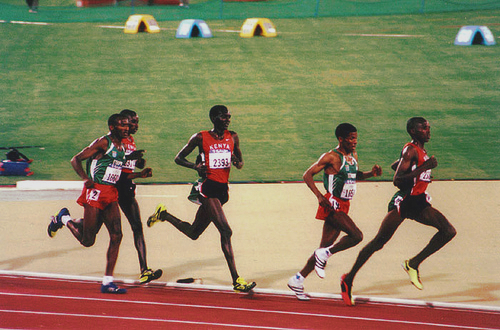
Gebrselassie durante la finale dei 10000 m a

Nel 2000 vinse di nuovo tutte le gare cui partecipò, classificandosi ancora primo nel ranking mondiale dei 5000 m e 10000 m. Ai Giochi olimpici di Sidney diventò il terzo uomo nella storia a difendere un titolo olimpico dei 10000 m (dopo Emil Zátopek e Lasse Virén). La vittoria di stretta misura sul keniota Paul Tergat, venne dopo uno scoppiettante finale, con i 26,4 secondi negli ultimi 200 m di quest'ultimo e uno strepitoso 25,4 secondi di Gebrselassie. Il margine di vittoria fu di soli 0,09 secondi (margine più stretto addirittura di quello dei 100 m piani).
Nel 2001 Gebrselassie vinse l'oro ai Mondiali di mezza maratona e il bronzo nei 10000 m ai Mondiali di Edmonton.
Il 30 agosto 2003 fu eletto membro della Commissione Atleti della IAAF. Anche nel 2003, ai Mondiali a Saint-Denis, corse una delle gare di 10000 m più memorabili della storia vincendo un argento dietro il suo connazionale e pupillo Kenenisa Bekele. La seconda metà della finale fu corsa in uno straordinario 12'57"24 (12'57"2 per Bekele, 12'58"8 per Gebrselassie). Secondo la federazione "non solo furono gli ultimi 5000 m più veloci di sempre ad un campionato del mondo durante la gara dei 10000 m (il record precedente era di 13'12"12 stabilito ad Atlanta), ma furono i 5000 m più veloci in assoluto per quanto riguardava la gara stessa dei 5000 m, il cui record apparteneva a Salah Hissou (Siviglia 1999)". (Questo fin quando il record dei 5000 m non fu battuto una settimana dopo quando i tre medagliati dei 5000 m ai mondiali, tra i quali lo stesso Bekele, corsero in un tempo inferiore).

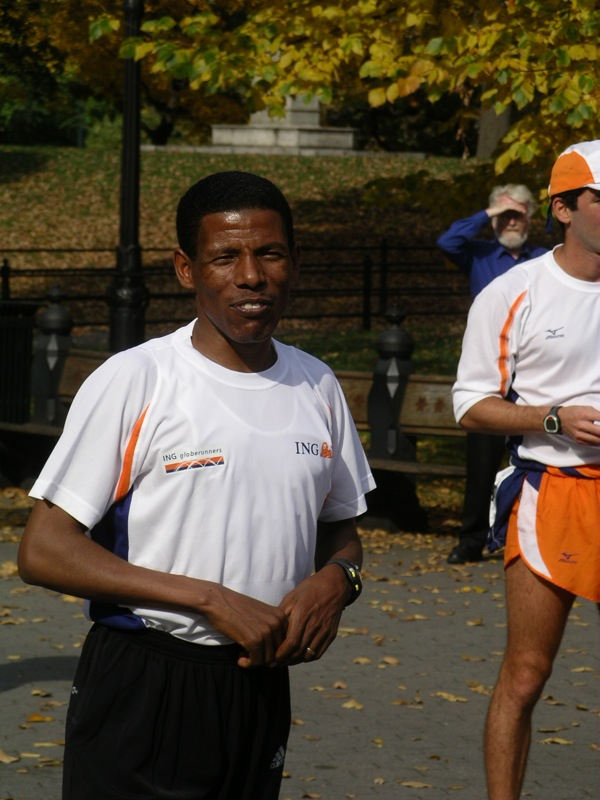
Haile Gebrselassie a New York nel 2003

Durante i Giochi olimpici di Atene 2004, Gebrselassie tentò di diventare il primo uomo a vincere tre ori olimpici consecutivi nella disciplina dei 10000 m. Non riuscì a compiere l'impresa, finendo quinto. La gara fu vinta da Bekele che in quella stagione migliorò anche i precedenti record detenuti da Gebrselassie nei 5000 m e 10000 m. Poco prima dei Giochi di Atene, Gebrselassie fu impossibilitato ad allenarsi per 3 settimane a causa di un'infiammazione al tendine d'Achille. Questo infortunio fu alquanto grave, tanto da non potersi allenare a dovere; date le aspettative e la pressione da parte dei tifosi etiopi, Gebrselassie si presentò comunque alle Olimpiadi ma l'aver perso questo periodo di allenamento influì sulla sua gara.

### Dal 2005 a oggi
Da quando ha lasciato la pista, dopo le Olimpiadi del 2004, Gebrselassie si è concentrato sulle gare su strada e sulla maratona. Tra le maratone corse sono incluse quelle di Londra 2002 (3º posto dietro a Khannouchi e Tergat), Amsterdam 2005 (1º posto), Londra 2006, Berlino 2006 (1º posto), Fukuoka 2006 (1º posto), Londra 2007 e Berlino 2007 e 2008 (1º posto e record mondiale in entrambe le occasioni).
Nel 2005 Gebrselassie fu imbattuto in tutte le gare su strada cui prese parte. Tra le imprese maggiori di quell'anno sono da ricordare la vittoria alla Maratona di Amsterdam (la più veloce dell'anno con 2h06'20") e il record mondiale nelle 10 miglia a Tilburg nei Paesi Bassi (il tempo non ufficiale al passaggio dei 15000 metri fu addirittura 7 secondi sotto il record mondiale dei 15000 m).
Gebrselassie cominciò il 2006 positivamente battendo il record mondiale della mezza maratona di 21 secondi, fermando il cronometro sul tempo di 58'55". Migliorò questo record, il suo primo primato in suolo americano, correndo la seconda metà della maratona Arizona Rock 'n' Roll. Durante la gara batté anche il record di Paul Tergat nei 20 km. Il 2006 vide inoltre un'altra sua vittoria quando infranse il record nei 25 km superando il precedente di 68 secondi (1h11'37"). Questa gara fu organizzata in modo che Gebrselassie e altri sei corridori corressero 5 km prima di passare per la linea iniziale della gara dei 20 km a Alphen aan den Rijn, nei Paesi Bassi. Il record però non fu riconosciuto dalla IAAF. Il 23 aprile 2006 finì 9º alla Maratona di Londra con un tempo di 2h09'05" (la gara fu vinta dal keniota Felix Limo, che corse in 2h06'30). Gebrselassie parlò di quel 9º posto definendola la "peggior gara della mia carriera". In ogni caso, il 24 settembre tornò a vincere alla Maratona di Berlino, segnando il tempo più veloce dell'anno, 2h05'56". Questa vittoria fu seguita da quella alla Maratona di Fukuoka (Giappone) in 2h06'52". Il tempo effettuato a Berlino lo fece diventare il quinto uomo della storia a correre la maratona in meno di 2h06'.

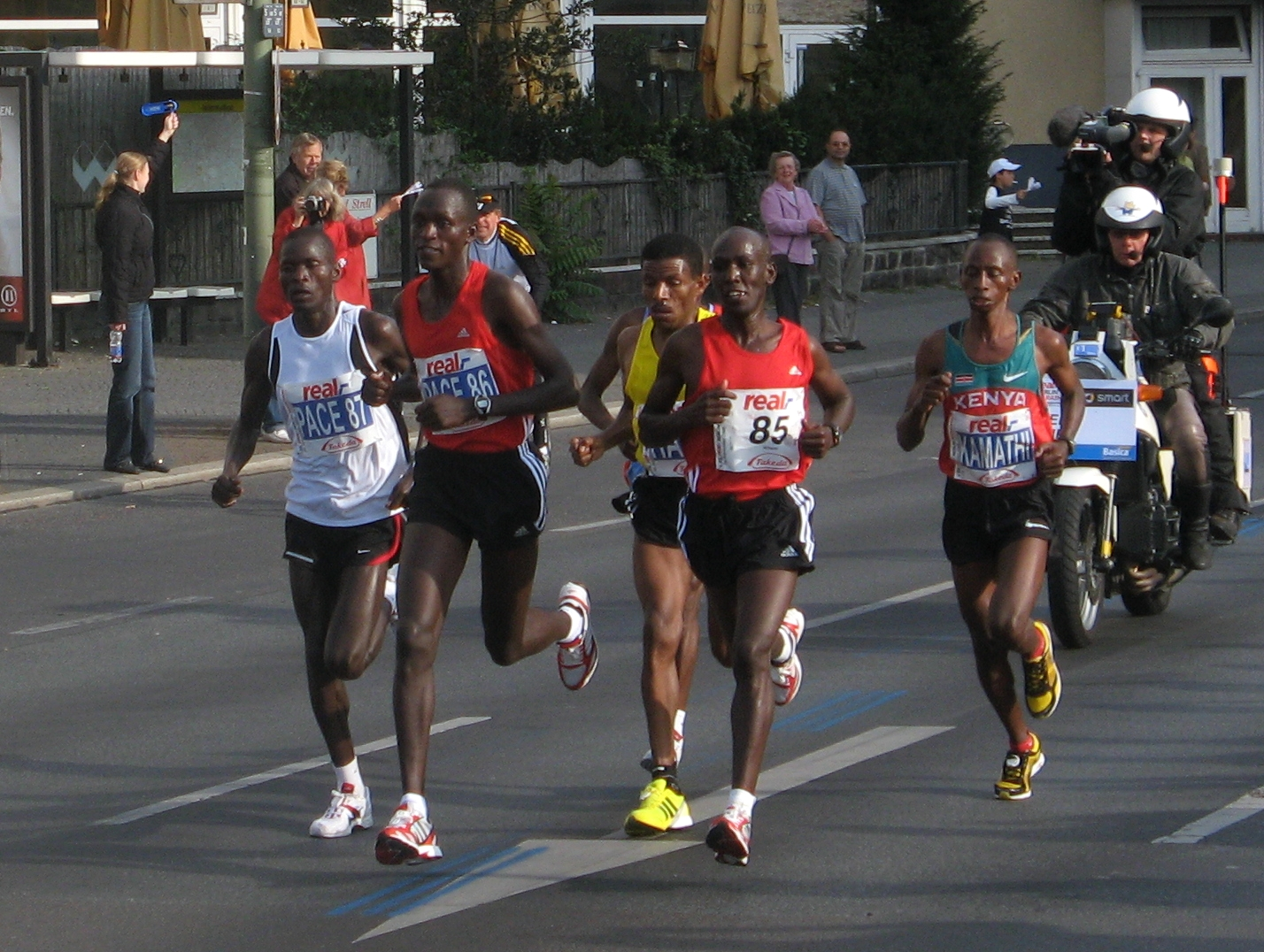
Gebrselassie durante la maratona di Berlino del 2008

A Londra il 22 aprile 2007 Gebrselassie sfidò il vincitore della Maratona di Londra 2006 Felix Limo, il vincitore della Maratona di Londra 2005 Martin Lel, il campione olimpico in carica Stefano Baldini, il vincitore della Maratona di New York 2006 Marílson Gomes dos Santos e l'allora detentore del record della maratona Paul Tergat in quella che sarebbe stata una gara eccitante, secondo gli organizzatori. Gebrselassie comunque si arrese al 18º miglio, accusando difficoltà nel respirare che si scoprì essere causata da un'allergia ad un polline presente nell'aria. Questo permise al vincitore del 2005, Martin Lel, di tornare a casa con un'altra vittoria dopo un finale scoppiettante.
Un mese più tardi Gebrselassie fece un sorprendente ritorno in pista quando corse i 10000 m a Hengelo (Paesi Bassi) in 26'52"81 finendo 5º. Il tempo stabilito da Gebrselassie fu notevole, nonostante sia stata l'ottava volta in cui è sceso sotto i 27 minuti (più di ogni altro nella storia): infatti con questo tempo è l'unico uomo oltre i 30 anni ad essere sceso sotto i 27 minuti nei 10000 m. Inoltre ciò che più sorprende è il riuscire a correre a questi ritmi per un periodo di 12 anni (dal 1995 al 2007).
Il 27 giugno 2007 lanciò l'attacco al record dell'ora a Ostrava in Repubblica Ceca: riuscì a stabilire questo primato, percorrendo 21 285 metri e superando il precedente di 21 101 metri, di Arturo Barrios. Inoltre Gebrselassie corse 50 giri (20000 m) in 56'25"7, che gli valsero un altro record mondiale, battendo il precedente primato, sempre detenuto da Barrios. Questi due furono il 23º e il 24º record in carriera di Gebrselassie.
Gebrselassie fece il suo debutto a New York quando vinse la mezza maratona di New York il 5 agosto 2007 battendo il precedente record della gara di 2 minuti. Inoltre c'è un particolare curioso per quanto riguarda la mezza maratona: ha vinto tutte e 8 le gare di questa disciplina cui ha preso parte.
Il 30 settembre 2007 Gebrselassie vinse la Maratona di Berlino in 2h04'26", migliorando il record mondiale di 29 secondi rispetto al precedente di Paul Tergat. Alla fine della gara lo stesso Gebrselassie si scusò al telefono con l'amico-rivale per aver superato il suo record.
Il 28 settembre 2008 stabilisce il suo ennesimo primato mondiale, nuovamente durante la Maratona di Berlino con il tempo di 2h03'59", migliorando di ben 27 secondi il record precedente da lui stesso detenuto. Tale record è durato fino al 25 settembre 2011, quando il keniota Patrick Makau Musyoki l'ha migliorato di 21 secondi, portandolo a 2h03'38".
Il 7 novembre 2010 annuncia il suo ritiro dall'atletica dopo aver abbandonato la Maratona di New York al 26º km. Qualche settimana dopo Gebrselassie cambia idea, allontanando l'idea del ritiro e ponendosi come obiettivo la conquista di un nuovo oro olimpico a Londra 2012, non riuscendo tuttavia a qualificarsi e quindi a partecipare ai Giochi.
L'11 maggio 2015 a Manchester ha dato ufficialmente l'addio alle competizioni dopo aver chiuso al sedicesimo posto la Great Manchester Run.

## Record nazionali
Seniores
- 1500 metri piani indoor: 3'31"76 ( Stoccarda, 1º febbraio 1998)
- 3000 metri piani: 7'25"09 ( Bruxelles, 28 agosto 1998)
- 3000 metri piani indoor: 7'26"15 ( Karlsruhe, 25 gennaio 1998)
- 10 km (su strada): 27'02 ( Doha, 11 dicembre 2002)
- 20000 metri piani: 56'26"0 ( Ostrava, 27 giugno 2007)
- 20 km (su strada): 55'48 ( Phoenix, 15 gennaio 2006)
- 1 ora: 21,285 km ( Ostrava, 27 giugno 2007)

## Palmarès

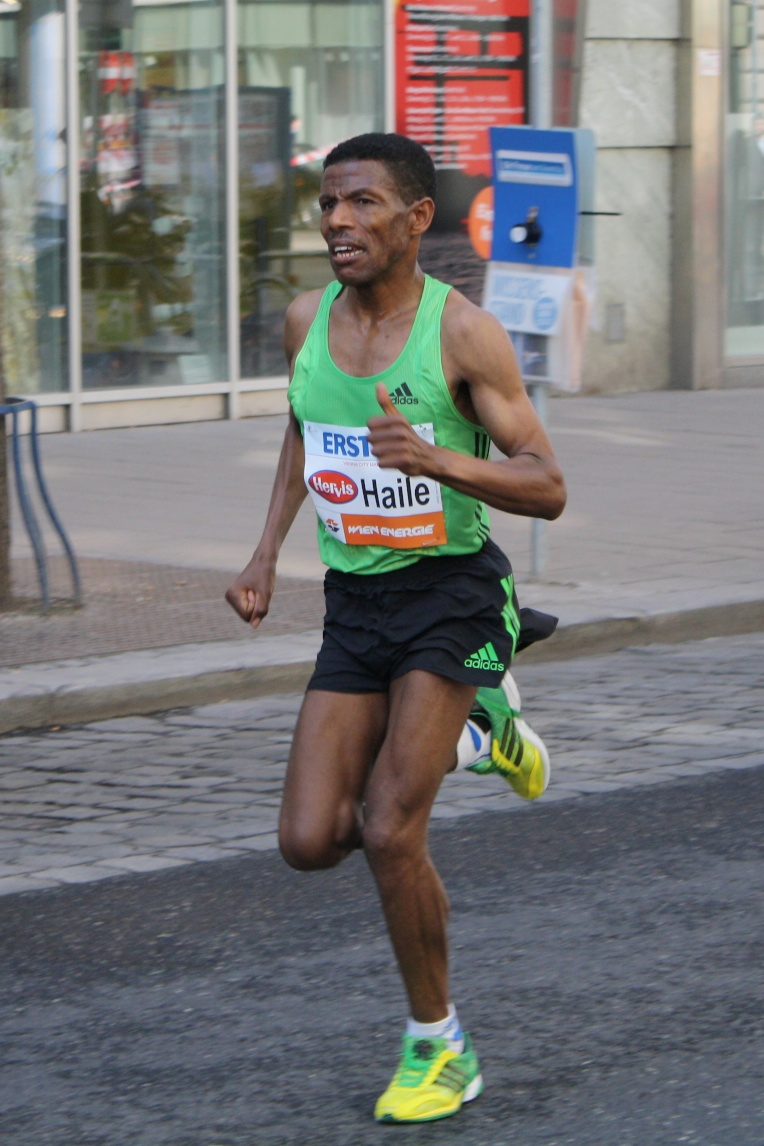
Haile Gebrselassie durante la Maratona di Vienna 2011

| Anno | Manifestazione             | Sede         | Evento         | Risultato | Prestazione | Note                                     |
| ---- | -------------------------- | ------------ | -------------- | --------- | ----------- | ---------------------------------------- |
| 1991 | Mondiali di cross          | Anversa      | Corsa U20      | 8º        | 24'23"      |                                          |
| 1992 | Mondiali di cross          | Boston       | Corsa U20      | Argento   | 23'35"      |                                          |
| 1992 | Mondiali U20               | Seul         | 5000 m piani   | Oro       | 13'36"06    | Record dei campionati                    |
| 1992 | Mondiali U20               | Seul         | 10000 m piani  | Oro       | 28'03"99    | Record dei campionati                    |
| 1993 | Mondiali di cross          | Amorebieta   | Corsa seniores | 7º        | 33'23"      |                                          |
| 1993 | Campionati africani        | Durban       | 5000 m piani   | Argento   | 13'10"41    |                                          |
| 1993 | Campionati africani        | Durban       | 10000 m piani  | Bronzo    | 27'30"17    |                                          |
| 1993 | Mondiali                   | Stoccarda    | 5000 m piani   | Argento   | 13'03"17    |                                          |
| 1993 | Mondiali                   | Stoccarda    | 10000 m piani  | Oro       | 27'46"02    |                                          |
| 1994 | Mondiali di cross          | Budapest     | Corsa seniores | Bronzo    | 34'32       |                                          |
| 1995 | Mondiali di cross          | Durham       | Corsa seniores | 4º        | 34'26"      |                                          |
| 1995 | Mondiali                   | Göteborg     | 10000 m piani  | Oro       | 27'12"95    | Record dei campionati                    |
| 1996 | Mondiali di cross          | Stellenbosch | Corsa seniores | 5º        | 34'28"      |                                          |
| 1996 | Giochi olimpici            | Atlanta      | 10000 m piani  | Oro       | 27'07"34    | Record olimpico                          |
| 1997 | Mondiali indoor            | Parigi       | 3000 m piani   | Oro       | 7'34"71     | Record dei campionati                    |
| 1997 | Mondiali                   | Atene        | 10000 m piani  | Oro       | 27'24"58    |                                          |
| 1999 | Mondiali indoor            | Maebashi     | 1500 m piani   | Oro       | 3'33"77     | Record dei campionati                    |
| 1999 | Mondiali indoor            | Maebashi     | 3000 m piani   | Oro       | 7'53"57     |                                          |
| 1999 | Mondiali                   | Siviglia     | 10000 m piani  | Oro       | 27'57"27    |                                          |
| 2000 | Giochi olimpici            | Sydney       | 10000 m piani  | Oro       | 27'18"20    |                                          |
| 2001 | Mondiali                   | Edmonton     | 10000 m piani  | Bronzo    | 27'54"41    |                                          |
| 2001 | Mondiali di mezza maratona | Bristol      | Individuale    | Oro       | 1h00'03"    |                                          |
| 2001 | Mondiali di mezza maratona | Bristol      | A squadre      | Oro       | 3h00'31"    |                                          |
| 2003 | Mondiali indoor            | Birmingham   | 3000 m piani   | Oro       | 7'40"97     |                                          |
| 2003 | Mondiali                   | Saint-Denis  | 10000 m piani  | Argento   | 26'50"77    | Miglior prestazione personale stagionale |
| 2004 | Giochi olimpici            | Atene        | 10000 m piani  | 5º        | 27'27"70    |                                          |
| 2008 | Giochi olimpici            | Pechino      | 10000 m piani  | 6º        | 27'06"68    |                                          |

## Campionati nazionali
2001
- Oro ai campionati etiopi di mezza maratona - 1h04'34"

## Altre competizioni internazionali
1993
- Oro alla Grand Prix Final ( Monaco), 3000 m piani - 7'35"90
- Bronzo ai London Anniversary Games ( Londra), 5000 m piani - 13'15"10
- Bronzo alla Cinque Mulini ( San Vittore Olona) - 32'36"
- Bronzo al Cross di Alà dei Sardi ( Alà dei Sardi) - 30'28"
- Argento al Cross de San Sebastián ( San Sebastián) - 29'16"
- Argento al Cross Internacional de Italica ( Italica) - 27'54"

1994
- Oro all'Athletissima ( Losanna), 10000 m piani - 27'15"00
- Oro al Memorial Van Damme ( Bruxelles), 10000 m piani - 27'20"39
- Argento al Meeting de Paris ( Parigi), 5000 m piani - 13'10"79
- Argento all'Herculis ( Monaco), 3000 m piani - 7'37"49
- Oro alla Zevenheuvelenloop ( Nimega), 15 km - 43'00"
- Oro al Campaccio ( San Giorgio su Legnano) - 37'39"
- Oro al Cross de San Sebastián ( San Sebastián) - 30'23"
- Bronzo al Cross Internacional de Italica ( Italica) - 28'10"

1995
- Oro alla Grand Prix Final ( Monaco), 3000 m piani - 7'35"90
- Oro agli FBK Games ( Hengelo), 10000 m piani - 26'43"53
- Oro al Weltklasse Zürich ( Zurigo), 5000 m piani - 12'44"39
- Oro all'ISTAF Berlin ( Berlino), 5000 m piani - 12'53"19
- Argento al Meeting de Paris ( Parigi), 5000 m piani - 13'07"81
- Oro alla Zevenheuvelenloop ( Nimega), 15 km - 41'56"

1996
- Argento al Weltklasse Zürich ( Zurigo), 5000 m piani - 12'52"70
- Oro al Sindelfingen IHS ( Sindelfingen), 5000 m piani indoor - 13'10"98
- Oro al Cross Internacional de Italica ( Italica) - 28'59"

1997
- Oro ai Bislett Games ( Oslo), 10000 m piani - 26'31"32
- Oro al Weltklasse Zürich ( Zurigo), 5000 m piani - 12'41"86
- Oro all'ISTAF Berlin ( Berlino), 5000 m piani - 12'55"14
- Argento al Meeting de Paris ( Parigi), 5000 m piani - 13'01"51
- Oro al Memorial Van Damme ( Bruxelles), 3000 m piani - 7'26"02
- Oro agli Stockholm DN Games ( Stoccolma), 5000 m piani indoor - 12'59"04

1998
- Oro alla Grand Prix Final ( Mosca), 3000 m piani - 7'50"00
- Oro agli FBK Games ( Hengelo), 10000 m piani - 26'22"75
- Oro all'ISTAF Berlin ( Berlino), 5000 m piani - 12'56"52
- Oro al Golden Gala ( Roma), 5000 m piani - 13'02"63
- Oro al Memorial Van Damme ( Bruxelles) - 7'25"09
- Oro all'Herculis ( Monaco), 3000 m piani - 7'25"54
- Oro ai Bislett Games ( Oslo), 3000 m piani - 7'27"42
- Oro agli Stockholm DN Games ( Stoccolma), 3000 m piani indoor - 7'31"70
- Oro al BUPA Indoor Grand Prix (Template:Bandier Birmingham), 2000 m piani indoor - 4'52"85

1999
- Oro alla Weltklasse Zürich ( Zurigo), 5000 m piani - 12'49"64
- Oro ai Bislett Games ( Oslo), 5000 m piani - 12'53"92
- Oro ai London Anniversary Games ( Londra), 2 miglia - 8'01"72
- Oro al British Grand Prix ( Gateshead), miglio - 3'52"39
- Oro al Birmingham Ricoh Tour ( Birmingham), 5000 m piani indoor - 12'50"38

2000
- Oro alla Weltklasse Zürich ( Zurigo), 5000 m piani - 12'57"95

2001
- Argento alla Zevenheuvelenloop ( Nimega), 15 km - 41'38"
- Oro al Cross de l'Acier ( Leffrinckoucke) - 41'07"

2002
- Bronzo alla Maratona di Londra ( Londra) - 2h06'45"
- Oro alla Mezza maratona di Lisbona ( Lisbona) - 59'41"

2003
- Oro al Memorial Van Damme ( Bruxelles), 10000 m piani - 26'29"22
- Argento agli FBK Games ( Hengelo), 10000 m piani - 26'54"58
- Argento al Meeting de Paris ( Parigi), 5000 m piani - 12'54"36
- Argento ai London Anniversary Games ( Londra), 5000 m piani - 12'57"23
- Bronzo al Golden Gala ( Roma), 5000 m piani - 13'00"32

2004
- Argento agli FBK Games ( Hengelo), 10000 m piani - 26'41"58
- Oro ai London Anniversary Games ( Londra), 5000 m piani - 12'55"51

2005
- Oro alla Maratona di Amsterdam ( Amsterdam) - 2h06'20"
- Oro alla Zevenheuvelenloop ( Nimega), 15 km - 41'56"
- Oro alla Great Manchester Run ( Manchester) - 27'25"
- Oro alla Tilburg Ten Miles ( Tilburg), 10 miglia - 44'24"

2006
- Oro alla Maratona di Berlino ( Berlino) - 2h05'56"
- Oro alla Maratona di Fukuoka ( Fukuoka) - 2h06'52"
- 9º alla Maratona di Londra ( Londra) - 2h09'31"
- Oro alla Tempe Rock 'n' Roll Arizona Half Marathon ( Tempe) - 58'55"

2007
- Oro alla Maratona di Berlino ( Berlino) - 2h04'26"
- Oro al Golden Spike ( Ostrava), 1 ora - 21,285 km
- 5º agli FBK Games ( Hengelo), 10000 m piani - 26'52"81
- Oro al Cross Internacional de Italica ( Italica) - 20'58"

2008
- Argento agli FBK Games ( Hengelo), 10000 m piani - 26'51"28
- Oro alla Maratona di Berlino ( Berlino) - 2h03'59"
- Oro alla Maratona di Dubai ( Dubai) - 2h04'53"
- Oro alla Mezza maratona di Lisbona ( Lisbona) - 59'15"

2009
- Oro agli FBK Games ( Hengelo), 1 ora - 20,882 km
- Oro alla Maratona di Berlino ( Berlino) - 2h06'08"
- Oro alla Maratona di Dubai ( Dubai) - 2h05'29"
- Oro alla Mezza maratona di Porto ( Porto) - 1h00'04"
- Oro alla Great Manchester Run ( Manchester) - 27'39"

2010
- Oro alla Maratona di Dubai ( Dubai) - 2h06'09"
- Oro alla Great Manchester Run ( Manchester) - 28'02"

2011
- Oro alla Mezza maratona di Vienna ( Vienna) - 1h00'18"
- Oro alla Zevenheuvelenloop ( Nimega), 15 km - 42'43"
- Oro alla Great Manchester Run ( Manchester) - 28'10"

2012
- 4º alla Maratona di Tokyo ( Tokyo) - 2h08'17"[5]
- Oro alla Mezza maratona di Vienna ( Vienna) - 1h00'52"
- Oro alla Great Manchester Run ( Manchester) - 27'39"

2013
- Bronzo alla Great North Run ( Newcastle upon Tyne) - 1h00'41"
- Oro alla Mezza maratona di Vienna ( Vienna) - 1h01'14"
- Bronzo alla Great Manchester Run ( Manchester) - 28'00"

2015
- 16º alla Great Manchester Run ( Manchester) - 30'05"

## Confronti storici

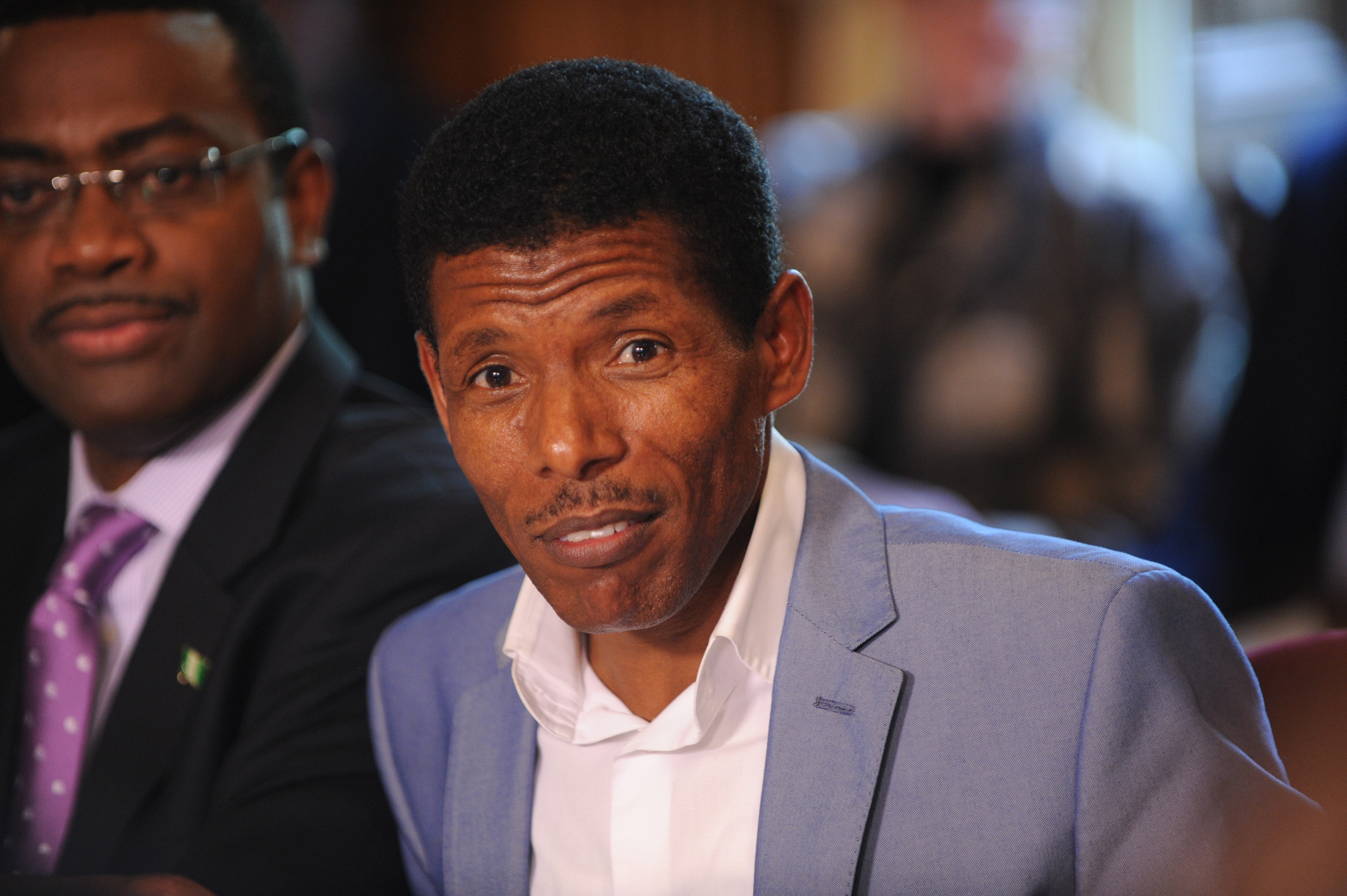
Haile Gebrselassie nel 2012

Una delle questioni più complesse, in ambito sportivo, è il paragone storico tra atleti appartenenti a periodi differenti. Questo fondamentalmente in relazione ad interpretazioni personali, a metodologie d'allenamento in evoluzione, avversari di livello affrontati in carriera, titoli olimpici e mondiali vinti, record indoor e outdoor, carisma personale e non ultimi, episodi legati al doping.
Haile Gebrselassie durante la sua oramai lunghissima carriera, che ha pochi paragoni storici in termini di durata, ha affrontato in pista, forse la migliore generazione di atleti mezzofondisti resistenti che il Kenya ricordi, quali, ricordando solo alcuni, Moses Tanui, Richard Chelimo, Daniel Komen, Paul Tergat, grandissimi atleti fautori di innumerevoli record e vittorie fondamentali. Tuttavia alla presenza agonistica di Gebrselassie assumono un ruolo secondario e quasi sono da considerarsi soggetti che con il loro impegno, talento e capacità hanno contribuito alla sua grandezza storica nell'atletica.

## Riconoscimenti
- Atleta mondiale dell'anno (1998)
- Sportivo mondiale dell'anno de La Gazzetta dello Sport (1995)